# Siyed Ould Haddi
Siyed Ould Haddi va esdevenir emir de Trarza a la mort del seu pare Haddi Ould Ahmed, el 1668 o 1684. La data de successió no és clara perquè en la mateix font es donen com a data el 1668 i el 1684.
Fou doncs el pare o el fill el que va veure el final de la guerra de Babbah. Després de la batalla d'Amoder (1674) entre els merafra i els Zouaïa amazics, en la qual aquestos darrers foren derrotats, la major part dels guerrers zouaïa van morir i els sobrevivents, per ordre de l'imam va restar al lloc i l'endemà va enfrontar als guanyadors a Tin Ifdan a l'Agan prop d'Ouezzan on els darrers Zouaïa foren exterminats i l'imam Agd al-Mokhtar va morir després de caure del cavall i trencar-se el coll. Els hassànides li van tallar el cap. Tots els homes vàlids de les tribus zouaïa havien desaparegut en la guerra que fou coneguda com a guerra de Babbah; els darrers irreductibles van fugir al Senegal.
Els caps merafra van imposar un tractat als derrotats: els béns dels Zouaïa foren segrestats i les dones i nens reduïts a captivitat; les tribus més castigades foren els Tachomcha (o sigui els Oulad Dîman, els Id Eïqoub i els Ahel Barik Allah), els Tendgha de l'est, i els Hallat Arbaïn Jiied, Medlich (Id Arzimbo), Dieïdiba (Ahel Ahmed Al-Qadi) i Barteïl (Ahel Diebba). Algunes tribus ja no es van recuperar del desastre. Les seves tendències marabútiques, pedagògiques i pastorals van permetre que els hassànides els confinessin a un rol purament religiós sent en endavant coneguts com els Zouaïa, els Tolba o els Marabuts, dedicats a la pregària i a l'estudi i instructors sovint dels fills dels líders hassànides; després d'això ja no van portar armes mai més i van pagar un tribut (horma) als hassànides; aquests els van fer patir diverses humiliacions, però almenys van respectar les seves vides i els van deixar dedicar-se als ramats (dels quals els hassànides tenien dret de beure la llet) i als seus pous (on els hassànides podrien beure els primers); havien de donar animals de càrrega o de muntar a tot guerrer que arribés al seu campament i no en tingués; les dones hassànides podien estar tres dies allotjades en els seus campaments. Els trarza tindrien unes tribus marabútiques associades i els braknes unes altres.
Siyed va morir de malaltia el 1684 probablement sense fills mascles majors d'edat (se sap almenys d'un fill de nom Haddi) a la tornada d'un viatge de visita als seus tributaris pescadors (imraguen) a la costa de Nuakchot (suposadament un mes després de ser proclamat emir). El va succeir el seu germà Amar I Agjhel Ould Haddi.